# Bueng Sam Phan (huyện)
Bueng Sam Phan (tiếng Thái: บึงสามพัน) là một huyện (amphoe) ở phía nam của tỉnh Phetchabun, phía bắc Thái Lan.

## Lịch sử
Tambon Sap Samo Thot được lập thông qua việc chia tách từ Tambon Ban Phot, Nong Phai district năm 1966. Ngày 15/5/1975, tambon Sap Samo Thot cùng với tambon Sap Mai Daeng, Nong Chaeng và Kan Chu đã được tách ra từ huyện Nong Phai để lập tiểu huyện (King Amphoe) Bueng Sam Phan. Huyện đã được đặt tên Bueng Sam Phan (Sam Phan pond) theo nguồn ngước quan trọng của huyện.
Tiểu huyện đã được chính thức nâng cấp thành huyện 25/3/1979.

## Địa lý
Các huyện giáp ranh (từ phía bắc theo chiều kim đồng hồ) là Chon Daen và Nong Phai của tỉnh Phetchabun, Phakdi Chumphon của tỉnh Chaiyaphum, Wichian Buri của Phetchabun, và Phaisali và Nong Bua của tỉnh Nakhon Sawan.

## Hành chính
Huyện này được chia thành 9 phó huyện (tambon), các đơn vị này lại được chia ra thành 117 làng (muban). Sap Samo Thot là một thị trấn (thesaban tambon) và nằm trên một số khu vực của the tambon Sap Samo Thot và Bueng Sam Phan. Có 9 Tổ chức hành chính tambon.
| 1. | Sap Samo Thot  | ซับสมอทอด |  |
| 2. | Sap Mai Daeng  | ซับไม้แดง  |  |
| 3. | Nong Chaeng    | หนองแจง  |  |
| 4. | Kan Chu        | กันจุ      |  |
| 5. | Wang Phikun    | วังพิกุล    |  |
| 6. | Phaya Wang     | พญาวัง    |  |
| 7. | Si Mongkhon    | ศรีมงคล   |  |
| 8. | Sa Kaeo        | สระแก้ว   |  |
| 9. | Bueng Sam Phan | บึงสามพัน  |  |